# 톰스크주
톰스크주(러시아어: То́мская о́бласть Tomskaya oblast'[*])는 러시아의 연방주체 (주)이다. 남동쪽으로 서시베리아 평원, 남서쪽으로 시베리아 연방관구에 있다. 그것의 행정 중심지는 톰스크의 도시이다. 인구: 1,047,394명(2010년 인구 조사).
현재 주를 구성하는 영토의 개발은 17세기 초에 시작되었다. 톰스크 자체는 1604년에 설립되었다. 주의 316,900 제곱킬로미터 (122,400 mi2) 영토 중 일부는 타이가 숲과 늪으로 덮여 있어 접근이 불가능하다. 톰스크주에는 북반구에서 가장 큰 늪인 바슈간늪이 있다. 이 주는 크라스노야르스크 변경주과 튜멘, 옴스크, 노보시비르스크, 케메로보주와 경계를 접하고 있다.

## 주민
러시아인이 91%를 차지한다. 타타르인, 우크라이나인, 독일인, 추바시인, 벨라루스인, 바시키르인과 유대인도 거주한다.
| 연도                | 인구      | ±%     |
| ------------------- | --------- | ------ |
| 1959                | 746,802   | —      |
| 1970                | 785,706   | +5.2%  |
| 1979                | 865,934   | +10.2% |
| 1989                | 1,001,613 | +15.7% |
| 2002                | 1,046,039 | +4.4%  |
| 2010                | 1,047,394 | +0.1%  |
| 2021                | 1,062,666 | +1.5%  |
| Source: Census data |           |        |

인구: 1,062,666 (2021년 인구 조사); 1,047,394 (2010년 인구 조사); 1,046,039 (2002년 인구 조사); 1,001,613 (1989년 인구 조사).

## 행정 구역

### 군
- 알렉산드로프스키군
- 아시노프스키군
- 박차르스키군
- 차인스키군
- 카르가속스키군
- 콜파셰프스키군
- 코제브니코프스키군
- 크리보셰인스키군
- 몰차노프스키군
- 파라벨스키군
- 페르보마이스키군
- 셰가르스키군
- 테굴데츠키군
- 톰스키군
- 베르흐네케츠키군
- 지랸스키군

### 도시
- 톰스크
- 세베르스크
- 스트레제보이
- 아시노
- 콜파셰보
- 케드로비

## 하천
- 오비강
  - 톰강
  - 출림강
  - 차야강
  - 케트강
  - 파라벨강
  - 바슈간강
  - 팀강